# Get Into It (Yuh)
"Get Into It (Yuh)" é uma canção da rapper e cantora estadunidense Doja Cat, gravada para seu terceiro álbum de estúdio Planet Her (2021). Foi produzida por Y2K e Sully. "Get Into It (Yuh)" foi enviada para rádios pop italianas em 11 de março de 2022, servindo como o quinto single do álbum.

## Videoclipe
O videoclipe de "Get Into It (Yuh)" foi filmado em outubro de 2021, dirigido por Mike Diva. Em novembro de 2021, Marketing Dive e PR Newswire relataram que um videoclipe para a canção estava em produção em associação com a Lifewtr. Um trailer para o videoclipe foi lançado em 28 de janeiro de 2022. O vídeo foi lançado mais tarde no YouTube em 31 de janeiro de 2022.

## Desempenho nas tabelas musicais
| Tabela (2021)                                | Melhor posição |
| -------------------------------------------- | -------------- |
| África do Sul (RISA)                         | 32             |
| Austrália (ARIA)                             | 30             |
| Canadá (Canadian Hot 100)                    | 39             |
| Estados Unidos (Billboard Hot 100)           | 49             |
| Estados Unidos (Billboard R&B/Hip-Hop Songs) | 24             |
| França (SNEP)                                | 190            |
| Mundo (Billboard Global 200)                 | 41             |
| Grécia (IFPI)                                | 33             |
| Irlanda (IRMA)                               | 34             |
| Lituânia (AGATA)                             | 68             |
| Nova Zelândia (Recorded Music NZ)            | 18             |
| Portugal (AFP)                               | 82             |
| Reino Unido (UK Singles Chart)               | 41             |
| Suécia (Sverigetopplistan Heatseeker)        | 19             |

| Tabela (2021)                          | Posição |
| -------------------------------------- | ------- |
| Estados Unidos (Hot R&B/Hip-Hop Songs) | 85      |

## Certificações
| Região                                                        | Certificação | Vendas   |
| ------------------------------------------------------------- | ------------ | -------- |
| Austrália (ARIA)                                              | Platina      | 70,000‡  |
| Nova Zelândia (RMNZ)                                          | Ouro         | 15,000‡  |
| Reino Unido (BPI)                                             | Prata        | 200,000‡ |
| ‡ Vendas+valores de streaming baseados apenas na certificação |              |          |

## Histórico de lançamento
| Região         | Data                | Formato(s)      | Gravadora(s) | Ref.   |
| -------------- | ------------------- | --------------- | ------------ | ------ |
| Itália         | 11 de março de 2022 | Rádios pop      | Sony         | [ 1 ]  |
| Estados Unidos | 29 de março de 2022 | Rádios rhythmic | Kemosabe RCA | [ 27 ] |
| Estados Unidos | 5 de abril de 2022  | Rádios pop      | Kemosabe RCA | [ 28 ] |